# 根纳季·科尔宾
根纳季·瓦西里耶维奇·科尔宾（俄语：Генна́дий Васи́льевич Ко́лбин，1927年5月7日—1998年1月15日），苏联党和国家领导人。曾担任格鲁吉亚共产党中央第二书记，乌里扬诺夫斯克州委第一书记，哈薩克共產黨中央第一書記等职。

## 生平
- 1942年－1943年，工厂模型设计师的学徒，下塔吉尔工厂鞋匠。
- 1943年－1947年，下塔吉尔矿业和冶金学院学习。
- 1947年－1959年，下塔吉尔工厂设计技术员，技术局局长，车间副主任，车间主任，副总工程师。1954年加入苏联共产党。
- 1955年，他毕业于国立乌拉尔基洛夫技术大学，硕士研究生学历。
- 1959年，担任工厂党委书记。
- 1959年－1962年，苏共下塔吉尔市列宁区委第二书记，第一书记。
- 1962年－1970年，苏共下塔吉尔市委第二书记，第一书记。
- 1970年－1975年，苏共斯维尔德洛夫斯克州委第二书记。
- 1975年－1983年，格鲁吉亚共产党中央委员会第二书记。
- 1983年－1986年，苏共乌里扬诺夫斯克州委第一书记。在他的倡议下，莫斯科国立大学下属的微电子学中心在乌里扬诺夫斯克成立，并决定在伏尔加河上建造一座新的桥梁。
- 1986年－1989年，哈共中央第一书记。因为庫納耶夫的贪腐丑闻，被苏共中央派往哈萨克主政。莫斯科任命了一位与哈萨克没有关系，不了解哈萨克语的领导人，这引起了年轻人的大规模學生運動。12月在阿拉木图发生的阿拉木图十二月事件遭到内务部队的严厉镇压。
- 1989年－1990年，苏联人民控制委员会主席。
- 1998年1月15日于莫斯科逝世，享年70岁。

科尔宾是苏共23-28大，第19次代表会议代表，第25届中央候补委员，第26-27届中央委员；第10-11届苏联最高苏维埃联盟院代表，苏联人民代表，第8届俄罗斯联邦苏维埃社会主义共和国最高苏维埃代表，第9-10届格鲁吉亚苏维埃社会主义共和国最高苏维埃代表，第11届哈萨克苏维埃社会主义共和国最高苏维埃代表。

## 荣誉
- 两次列宁勋章
- 十月革命勋章
- 两次劳动红旗勋章
- 荣誉勋章